# Apantesis carlotta
Apantesis carlotta är en fjärilsart som beskrevs av Ferguson 1985. Apantesis carlotta ingår i släktet Apantesis och familjen björnspinnare. Inga underarter finns listade i Catalogue of Life.